# Azosloučenina

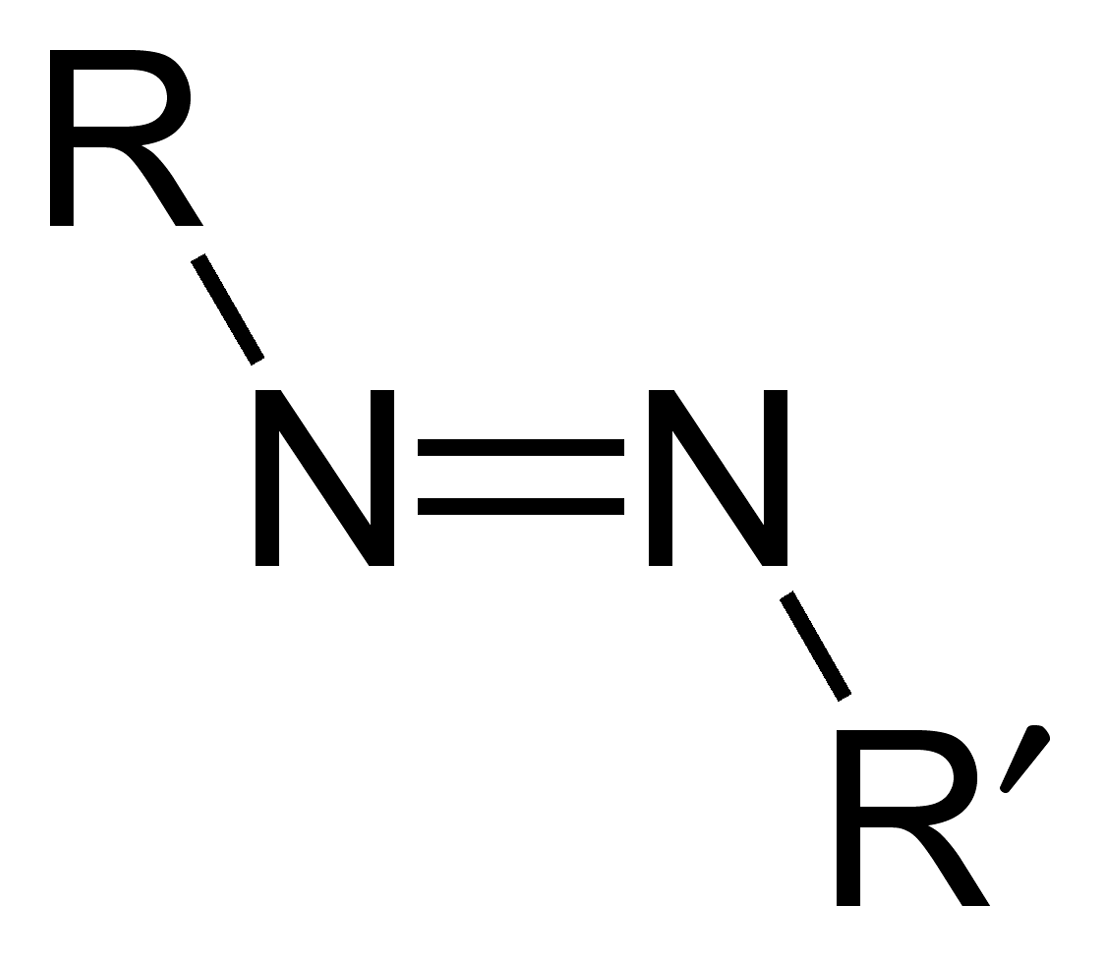
Obecný chemický vzorec azosloučenin

Azosloučeniny jsou chemické sloučeniny obsahující funkční skupinu R-N=N-R', kde R a R' může být buď aryl nebo alkyl. Skupina N=N se nazývá azoskupina, rodičovská sloučenina, HN=NH, se jmenuje diazen (také diimid). Stabilnější deriváty obsahují dvě arylové skupiny. Název azo pochází ze slova azote, francouzského názvu dusíku odvozeného z řeckého a (ne) + zoe (žít).

## Barviva a pigmenty

Oranžové azobarvivo

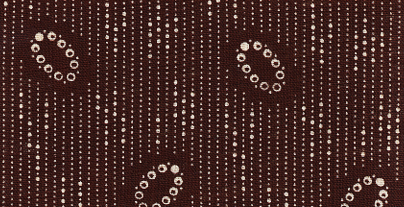
Bavlněná tkanina barvená hnědým azobarvivem a leptaná rongalitem (Na+HOCH2SO2−) (asi v roce 1905)

V důsledku п-delokalizace mají arylové azosloučeniny živé barvy, zvláště červené, oranžové a žluté. Proto se používají jako barviva (azobarviva), např. disperzní oranž 1. Některá azobarviva, např. methyloranž, se používají jako acidobazické indikátory, protože kyselina a příslušná sůl mají různé zbarvení. Vývoj azobarviv byl důležitým krokem v rozvoji chemického průmyslu.
Azopigmenty jsou bezbarvé částice (typicky zeminy nebo jíly), které byly obarveny azobarvivy. Azopigmenty jsou důležité v různých barvách, včetně uměleckých. Mají výtečné barvicí vlastnosti, opět hlavně v oblasti žluté až červené, a jsou odolné vůči světlu. Tato odolnost nezáleží jen na vlastnostech organické azosloučeniny, ale také na způsobu, jakým je barvivo navázáno na pigmentový nosič.